# CD38

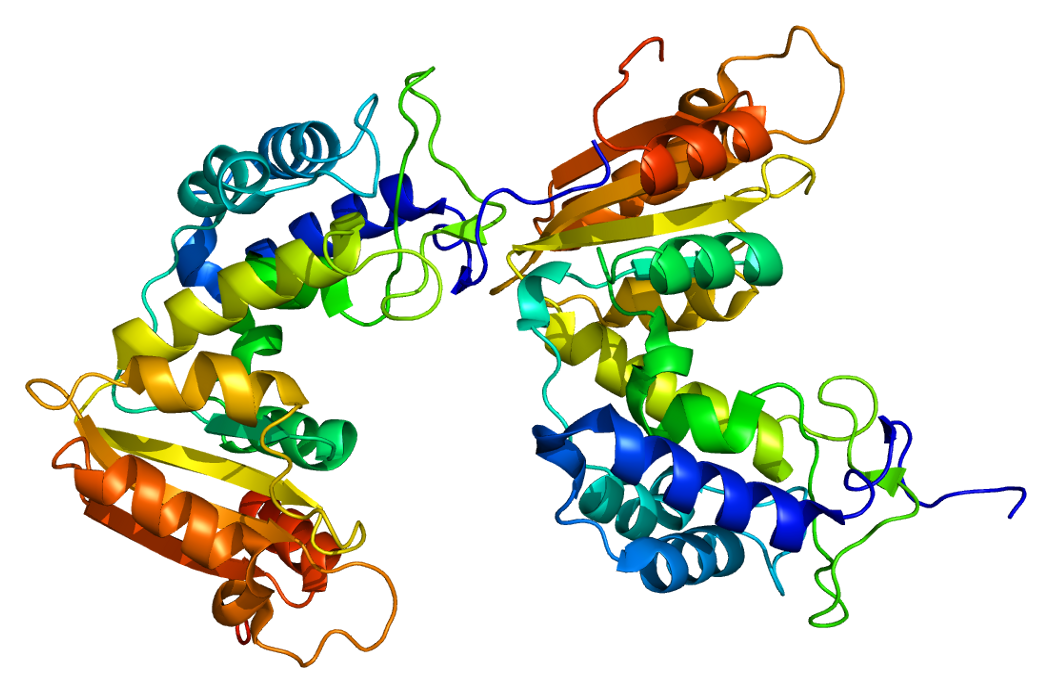
Estructura de la proteína CD38. Basada en la representación PyMOL de PDB 1yh3

En biología y medicina, el CD38, también llamado cúmulo de diferenciación 38, es un antígeno celular transmembrana. Es una glucoproteína de la membrana de la célula con un peso molecular de 45kDa. Está formado por una cadena de 304 aminoácidos, 23 intracelulares ubicados en el extremo amino terminal, 22 aminoácidos transmembrana y 259 aminoácidos en el exterior de la célula en el extremo carboxilo terminal. Está codificado por el gen del mismo nombre que se ubica en el cromosoma 4 humano. El antígeno CD38 se expresa en condiciones normales en la superficie de varios tipos de células del sistema inmune (leucocitos), incluyendo los linfocitos CD4+, linfocitos CD8+, células plasmáticas y células NK. Tiene importancia en medicina por sobreexpresarse en determinadas células malignas, por ejemplo en las células del mieloma múltiple, y servir de diana terapéutica al anticuerpo monoclonal daratumumab.